# 이하동서설
이하동서설(夷夏東西說)은 1933년 중국의 역사학자 푸쓰녠이 제창한 현재의 중국의 시원격인 상나라의 화하족과 동이족이 같은 기원을 한다는 이론이다.